# 合同ゼータ関数
数学において、q 個の元をもつ有限体 Fq 上で定義された非特異射影代数多様体 V の合同ゼータ関数 (congruent zeta function) Z(V, s)（または局所ゼータ関数 (local zeta function)）とは、Nm を Fq の m 次拡大体 Fqm 上の V の（有理）点の数（定義方程式の解の個数）としたとき、
{\displaystyle Z(V,s)=\exp \left(\sum _{m=1}^{\infty }{\frac {N_{m}}{m}}(q^{-s})^{m}\right)}
で定義される。変数変換 u = q-1 を行うと、これは u の形式的冪級数として
{\displaystyle {\mathit {Z}}(V,u)=\exp \left(\sum _{m=1}^{\infty }N_{m}{\frac {u^{m}}{m}}\right)}
で定義される。
あるいは同じことだが、 
{\displaystyle (1)\ \ {\mathit {Z}}(V,0)=1}
{\displaystyle (2)\ \ {\frac {d}{du}}\log {\mathit {Z}}(V,u)=\sum _{m=1}^{\infty }N_{m}u^{m-1}}
が定義に採用されることもある。

言い換えると、合同ゼータ関数 Z(V, u) とは、有限体 F 上で V を定義する方程式の F の k 次拡大体 Fk における解の数の生成母関数が、Z(V, u) の対数微分となるような関数とも定義できる。

## 定式化
有限体 F = Fq が与えられたとき、自然数 k = 1, 2, ... に対し、拡大次数が [ Fk : F ] = k である体 Fk = Fqk が同型を除き一意に存在する。F 上の多項式からなる方程式系、あるいは、代数多様体 V が与えられると、Fk における解の数 Nk を数えることができ、その生成母関数
{\displaystyle G(t)=N_{1}t+N_{2}t^{2}/2+N_{3}t^{3}/3+\dotsb }
を作ることができる。
局所ゼータ関数 Z(t) の定義は、log Z が G に等しくなるようにする。つまり、
{\displaystyle Z(t)=\exp(G(t))}
とする。
G(0) = 0 だから Z(0) = 1 である。また、Z(t) はア・プリオリに形式的冪級数である。
Z(t) の対数微分
{\displaystyle Z'(t)/Z(t)}
は、生成母関数 G(t) の微分
{\displaystyle G'(t)=N_{1}+N_{2}t^{1}+N_{3}t^{2}+\dotsb }
に等しい。

## 例
まず、一点からなる多様体を考え、多様体の定義方程式を X = 0 とする。この定義方程式は、拡大次数 k がどのような値であっても、方程式の解の数は、Nk = 1 となる。このことから全ての k に対し、形式的べき級数の各係数が 1 である場合と、V を一点からなる多様体として取ることとが対応する。従って、
{\displaystyle G(t)=-\log(1-t)}
は、|t | < 1 に対する対数の展開であり、
{\displaystyle Z(t)={\frac {1}{(1-t)}}}
となる。
さらに興味深い例は、V を F 上の射影直線(projective line)としたときである。F が q 個の元を持つとすると、この多様体は q + 1 個の点を持ち、この +1 個は無限遠点と考えるべきである。このことから、
{\displaystyle N_{k}=q^{k}+1}
となり、|t | が充分小さいとき、
{\displaystyle G(t)=-\log(1-t)-\log(1-qt)}
となることが分かる。
この場合には、
{\displaystyle Z(t)={\frac {1}{(1-t)(1-qt)}}}
となる。
これらの関数を最初に研究したのは、1923年のエミール・アルティン(Emil Artin)であった。彼は、超楕円曲線の場合の結果を得て、さらに曲線一般への適用として、理論の主要な点を予想とした。この理論は、F. K. シュミット(F. K. Schmidt)とヘルムート・ハッセ(Helmut Hasse)により開発された。 局所ゼータ関数の非自明で最初な例は、カール・フリードリヒ・ガウス(Carl Friedrich Gauss)のDisquisitiones Arithmeticaeの論文 358 により、暗に与えられていた。虚数乗法をもつ有限体上の楕円曲線の特別な例は、円分の方法(cyclotomy)により、それらの解の個数を数えることができる。
定義やいくつかの例については、も参照。

## 動機
G と Z の定義の間の関係は、多くの方法で説明することができる（例えば、以下の Z の無限積の公式を参照）。実際は、（一般の代数多様体に対しても、）この方法は、V が有限体上の楕円曲線 V の場合のように、Z は t の有理関数となっている。
関数 Z は多重のとなっていて、大域的ゼータ関数(global zeta function)を得る。これらは、異なる有限体を意味していて、p が全ての素数を渡るときの体 Z/pZ の族の全体を意味している。これらの関係の中で、変数 t は p-s が代入される。この s はディリクレ級数に使われる伝統的な複素数変数である。詳細はハッセ・ヴェイユのゼータ関数を参照。
このように理解すると、例で使われた 2つの場合の Z の積は、{\displaystyle \zeta (s)} と {\displaystyle \zeta (s)\zeta (s-1)} となる。

## 有限体上の曲線のリーマン予想
F 上の非特異な射影曲線 C に対し、g を曲線 C の種数とし、P(t) を曲線を定義する次数 2g の多項式とすると、
{\displaystyle Z(t)={\frac {P(t)}{(1-t)(1-qt)}}}
となる。
{\displaystyle P(t)=\prod _{i=1}^{2g}(1-\omega _{i}u)}
と書くと、有限体上の曲線のリーマン予想は、
{\displaystyle |\omega _{i}|=q^{1/2}}
となるということを言う。
例えば、楕円曲線の場合は、2つの根を持っていて、根の絶対値が q1/2 であることを容易にしめすことができる。楕円曲線のハッセの定理は、2つの根が同じ絶対値を持ち、このことは（楕円曲線の）点の数の直接的な結果であることを言っている。
アンドレ・ヴェイユ(André Weil)は1940年頃、このことを一般的な場合に証明した (Comptes Rendus note, April 1940) が、代数幾何学を建設するために多くの時間を注ぎ込んだ。このことから、彼はヴェイユ予想へ至り、グロタンディエク(Grothendieck)はこの予想の解決のため、スキーム論を開発し、最終的に予想は後に、ドリーニュ(Deligne)により証明されることとなった。一般論の基本公式については、エタールコホモロジーを参照。

## ゼータ関数の一般的公式
{\displaystyle Z(X,t)=\prod _{i=0}^{2\dim X}\det {\big (}1-t{\mbox{Frob}}_{q}|H_{c}^{i}({\overline {X}},{\mathbb {Q}}_{\ell }){\big )}^{(-1)^{i+1}}.}
この式は、フロベニウス写像に対するレフシェッツ不動点定理の結果である。
ここに {\displaystyle X} は、q 個の元を持つ有限体 F 上の有限タイプの分離的スキームであり、Frobq は {\displaystyle {\overline {X}}} のコンパクトな台を持つ幾何学的フロベニウス作用である。{\displaystyle {\overline {X}}} は F の代数的閉体への {\displaystyle X} のリフトである。このことは、ゼータ関数が t の有理関数であることを示している。
Z(X, t) の無限積公式は、
{\displaystyle Z(X,t)=\prod \ (1-t^{\deg(x)})^{-1}}
である。ここに、積は X の閉点 x 全てを渡り、deg(x) は x の次数である。局所ゼータ関数 Z(X, t) は q-s の変数変換を通して、複素数変数 s の関数と見ることができる。
上で議論した X が多様体 V の場合は、閉点は {\displaystyle {\overline {V}}} 上の点 P の同値類 x = [P] のこととなり、2つの点の同値とは F 上で共役なこととなる。x の次数は P の座標により生成される F の拡大次数である。無限積 Z(X, t) の対数微分は、容易に、上で議論した生成母関数と見なすことができる。すなわち、
{\displaystyle N_{1}+N_{2}t^{1}+N_{3}t^{2}+\cdots }
である。